# Ulytau
Ulytau (Ұлытау) est un groupe de folk metal néo-classique kazakh. Leur style musical mêle violon, guitare électrique et dombra, un instrument folklorique à deux cordes de leur pays natal. Le groupe se nomme d'après le district d'Ulytau.

## Biographie
Ulytau est formé par Kydyrali Bolmanov en 2001 dans le but de mêler musique occidentale et orientale avec des éléments de musique classiques axés Kourmanghazy Saghyrbaïouly, Antonio Vivaldi, Niccolò Paganini et Johann Sebastian Bach. Ils tourneront depuis en Allemagne, Angleterre, Écosse, Pologne, États-Unis, Turquie, Chine, au Japon et en Russie. Le groupe est certifié disque d'or en 2001 pour leur chanson Aday inspiré de Kourmanghazy Saghyrbaïouly. La chanson est également incluse dans la compilation asiatique Rough Guide.

## Discographie
- 2006 : Jumyr-Kylysh

## Membres

### Membres actuels
- Erjan Alimbetov - dombra
- Maxim Kichigin - guitare
- Alua Makanova - violon

### Membres de session
- Roman Adonin - claviers
- Oleg Tarnovskiy - guitare
- Serik Sansyzbayev - basse
- Rafael Arslanov - batterie